# Varnos

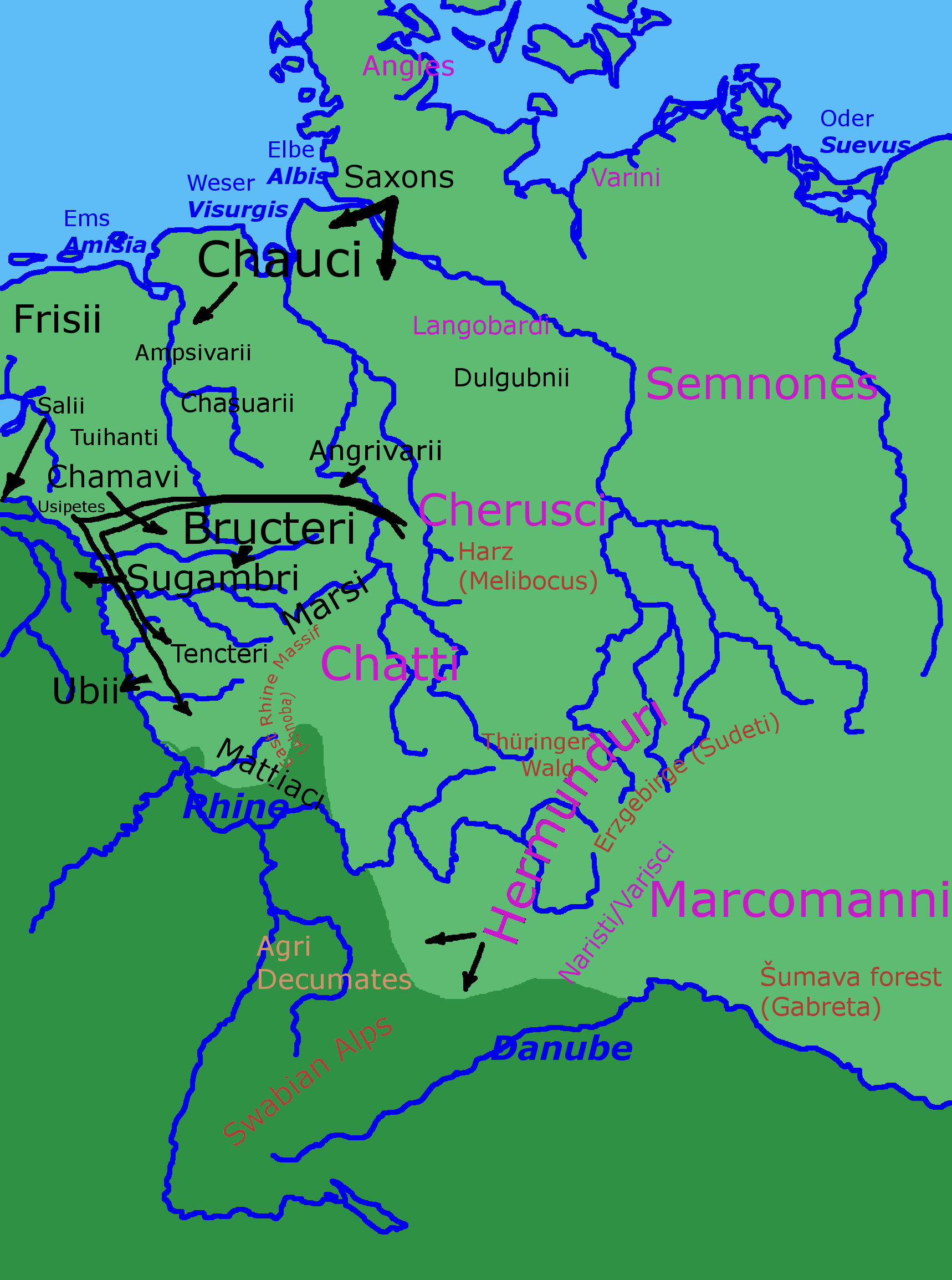
Mapa de algunas tribus germánicas alrededor del año 1 D.C. e indicaciones respecto a la dirección de sus movimientos.

Los Varnos (Procopio de Cesárea), Varini (Tácito), Varinnae (Plinio el Viejo), Wærne/Werne (Widsith) y Warnii (Lex Thuringorum), denominaciones que se refieren probablemente a una conocida y pequeña tribu germánica. El nombre habría significado los "defensores". Pueden haber tenido su origen en el sur de la región escandinava por su nombre, Värend, y haberse asentado en la Alemania septentrional.
La primera mención de esta tribu aparece en la Germania de Tácito, donde escribió: 

(Original latino) "Reudigni deinde et Aviones et Anglii et Varini et Eudoses et Suardones et Nuithones fluminibus aut silvis muniuntur. Nec quicquam notabile in singulis, nisi quod in commune Nerthum, id est Terram matrem, colunt eamque intervenire rebus hominum, invehi populis arbitrantur. ..."  --Tacitus, Germania, 40.

(Traducción al español) "Siguen en orden los Reudignos, y los Aviones, y los Anglos, y los Varinos, y los Jutos, y los Suardones y los Nuitones; todos defendidos por ríos o bosques. Ni en una de estas naciones ocurre nada notable, sólo que se unen universalmente en la adoración de Herthum (Nerthus); es decir, de la Madre Tierra". —Tácito, Germania, 40, traducido en 1877 por Church y Brodribb.